# Bolingbrook
Bolingbrook è una città degli Stati Uniti d'America, nella Contea di Will, nello Stato dell'Illinois. È il 17º comune più vasto dello Stato dell'Illinois.

## Amministrazione

### Gemellaggi
- San Pablo (Laguna)